# Retroterra parva
Retroterra parva är en snäckart som beskrevs av Alan Solem 1985. Retroterra parva ingår i släktet Retroterra och familjen Camaenidae. Inga underarter finns listade i Catalogue of Life.